# Рокпорт (Мэн)
Рокпорт (англ. Rockport) — город в округе Нокс, штат Мэн, США.

## История
Деревня, под названием Гуз-Ривер (Goose River), была основана в 1769 году Робертом Торндайком. Судостроение, сбор льда и производство извести стали важными отраслями промышленности на начальном этапе истории города. В 1817 году триста бочонков извести были отправлены в Вашингтон, округ Колумбия, для использования в восстановлении Капитолия, который был поврежден британцами во время войны 1812 года. В 1852 году жители Гуз-Ривер проголосовали за изменение названия своей деревни на Рокпорт из-за её скалистой местности.
Важной туристической достопримечательностью в гавани Рокпорт с 1961 по 1986 год был тюлень по имени Андре, который находился на попечении местного хирурга Гарри Гудриджа. Его история легла в основу книги и снятом в 1994 году на его основе фильме «Андре». В честь этого тюленя в гавани также был установлен памятник.
В Рокпорте проходили съёмки таких голливудских фильмов как «Человек без лица» и «Каспер». Город имеет репутацию художественной колонии, где проживающие там художники играют значительную роль в экономической и социальной жизни. В 2008 году журнал «Forbes» поместил Рокпорт на первое место в списке самых красивых городов США.

## География
По данным Бюро переписи населения США, общая площадь города составляет 86,35 км².
Для этого климатического региона характерны большие сезонные перепады температур с теплым или жарким (и часто влажным) летом и холодной зимой.

## Демография
По переписи 2010 года, общая численность населения составила 3330 человек.
Распределение населения по расовому признаку:
- белые — 97,6 %
- афроамериканцы — 0,3 %
- коренные народы США — 0,5 %
- азиаты — 0,4 %